# Мостовничий
Мостовни́чий — должностное лицо в Великом княжестве Литовском в XVI—XVIII веках, ведшее надзор за мостами и переправами в повете. Позже — почётная должность, не связанная с выполнением каких-нибудь функций. Должность мостовничего отсутствовала в Королевстве Польском и существовала только в Великом княжестве Литовском. В XVII—XVIII веках существовала дигнистарская должность мостовничего, то есть мостовничий не входил в Сенат Речи Посполитой.